# Dudás Előd
Dudás Előd (Budapest, 1987. március 2. –) magyar szlavista, nyelvész, fordító, az Eötvös Loránd Tudományegyetem Bölcsészettudományi Karának előadója a szlavisztika szakon.

## Életrajz
Tápiószecsőn nevelkedett fel. 2005-ben érettségizett a budapesti Szent László Gimnáziumban. 2006-ban beiratkozott az ELTE szlavisztika karára, ahol 2009-ig tanult szlovén és horvát nyelvet, valamint irodalmat. Erasmus ösztöndíjjal Szlovéniában és Horvátországban is tanulhatott. Diplomamunkáját szlovén nyelven írta Prevzeto madžarsko besedje v stari knjižni prekmurščini (Átvett magyar kifejezések a régi muravidéki/vend irodalmi nyelvben) címmel.
Mesterfokú tanulmányait 2009 és 2011 között végezte. Mesterfokú szakdolgozata Lukácsné Bajzek Mária mentorsága alatt készült, a címe Madžarski jezikovni vpliv v besedišču Martjanske pesmarice (Magyar nyelvi hatás a martyánci énekeskönyv szókészletében).
2011 és 2014 között doktori tanulmányt folytatott, doktori disszertációja magyar nyelven íródott már A muravidéki szlovén irodalmi nyelv magyar jövevényszavai címmel, amelynek szintén Bajzek Mária volt a mentora. A disszertáció 2024-ben könyv formájában is megjelent az ELTE Szláv Filológiai Tanszékének gondozásában Nemeski kincs – Magyar hatás a muravidéki szlovén irodalmi nyelvben.

## Munkássága
Mint az ELTE asszisztense és előadója horvát nyelvet, irodalmat és irodalomtörténetet oktat. Kutatja továbbá a magyar-muravidéki nyelvi kapcsolatokat, a vend nyelvet és irodalmat illetve irodalomtörténetet, a magyar-szlovén irodalmi kapcsolatokat, továbbá a horvát-magyar nyelvi és irodalmi kapcsolatokat és a kaj nyelvjárást. Eddig több szlovén, horvát és cseh nyelvű szlavisztikai konferencián vett részt, továbbá három nyelven (magyarul, horvátul és szlovénul) publikál tudományos értékezéseket és cikkeket. A szépirodalom területén részt vett antológiák fordításánál és összeállításánál.